# 小樽市警察
小樽市警察（おたるしけいさつ）は、かつて存在した北海道小樽市の自治体警察。

## 概要
旧警察法が施行されたことで、従来の北海道警察部（旧北海道庁警察部）が解体され、1948年（昭和23年）3月7日に小樽市警察署が設置された。
その後、1954年（昭和29年）に、旧警察法を全面改正する形で新警察法が公布された。これにより国家地方警察と自治体警察が廃止され、新たに都道府県警察として北海道警察本部が発足。小樽市警察も北海道警察に統合され、姿を消した。

## 組織
1948年3月に小樽市警察署が発足する際にしての組織機構は以下の通り。
- 総務課
- 治安課（同年12月、経済課が独立）
- 外務課
- 水上出張所

さらにその下に以下の各係が置かれた。
- 人事装備係
- 総務係
- 営業係
- 交通係
- 企画教養係
- 会計係
- 渉外係
- 経済防犯係
- 捜査係
- 警備係
- 外勤係

1950年（昭和25年）1月、治安課を捜査課と警備課の二課に分離、その下に鑑識係と捜査係を設置。総務課は警務課と調査課の二課に分離し、その下に人事装備、監査教養、会計、通信、庶務、調査の各係を設置。外務課を廃止して警邏課と交通課の二課にし、この外に経済課と水上出張所が置かれていた。同年3月には経済事情の好転で経済統制が大幅緩和されたことに伴って、経済課は捜査課に併合された。同年11月、経済係を主体とする防犯課が新設され、その下に防犯、保安、鑑識係が付属された。この時点での小樽市警察署の気候は以下の通り6課1出張所13係となった。
- 防犯課：防犯係、保安係、鑑識係
- 捜査課：捜査係
- 警備課：警備係
- 警務課：人事装備係、監査教養係、会計係、通信係、庶務係
- 調査課：調査係
- 警邏交通課：警邏係、交通係
- 水上出張所

1953年8月の機構改正後は以下の通り。なお調査課は外部との折衝や企画、予算、文書受理を処理する部署だったが廃止されて警務課に移管。この他に地区警邏隊と無線車両隊が置かれた。
- 警務課
- 警備課
- 捜査課
- 防犯課
- 警邏課
- 交通課
- 水上出張所

## 職員
小樽市警察署が発足した1948年3月時点での警察吏員は
- 警察長（警視）：1名
- 警部：1名
- 警部補：10名
- 巡査部長：26名
- 巡査：251名

の合計289名であった。翌1949年（昭和24年）4月には機構改定で警部5名、巡査部長35名に増員。1950年2月には階級別定員規則改正に依り、警視正1名、警部6名、警部補12名、巡査部長38名、巡査242名の合計299名に、同年10月の防犯課増設により警部1名が増員となった。自治体警察が廃止される前年の1953年（昭和28年）の8月時点では
- 警察長：1名
- 警視正：1名
- 警視：2名
- 警部：7名
- 警部補：14名
- 巡査部長：40名
- 巡査：235名

の合計300名。この他に職員として
- 警察事務吏員：21名
- 警察技術吏員：9名
- 雇員：25名

総計355名を有していた。

## 装備
小樽市警察署が発足した1948年3月時点で車両は
- 乗用車：1台
- トラック：1台
- キャリヤー：1台
- 側車（サイドカー）：1台
- 単車（オートバイ）：1台

を保有していた。自治体警察としての機動性を高めるため、1948年11月にはサイドカー1台が、1949年2月には側車2台とオートバイ1台を、1950年には交通指導車両1台、1952年にはスクーター2台（シルバービジョン）を購入した。自治体警察としての小樽市警察から北海道警察に統合された小樽警察署となった時点での配備車両は以下の通り。
- 乗用車：1台（フォード52年型ハードトップ）
- トラック：1台（日産43年型）
- 小型四輪車：1台（ダットサン49年型）
- キャリヤー：2台（ダッチ42年型）
- サイドカー：7台（陸王5台、ハーレー2台）
- スクーター：2台（シルバービジョン52年型）